# Šokci
Šokci är en slavisk folkgrupp som lever främst i östra Kroatien (Slavonien), norra Serbien (Vojvodina) och södra Ungern.
Šokci invandrade till de pannonska slätterna under medeltiden från Dalmatien och skapade en säregen kultur även om banden till övriga kroater inte skiljer dem avsevärt. Idag räknar sig dock de flesta šokcier som kroater oavsett om de bor i Kroatien, Serbien eller Ungern. Precis som övriga kroater är šokci katoliker.
Det är inte klargjort hur många som deklarerar sig som šokci idag men många kroater, särskilt i Slavonien och Vojvodina är av šokcisk börd. Vid folkundersökningen 1991 deklarerade sig runt 2000 personer sig som šokci i Serbien. Antalet torde dock vara större, eftersom man tror att ett antal deklarerat sig som kroater.
En känd šokac är Matija Antun Relković (författare), en mer känd är dock fotbollsstjärnan Ivan Rakitić.